# Laibach (album)
 (février 2018).
Albums de Laibach
Rekapitulacija 1980-84
(1985)
Laibach est le premier album de Laibach sorti en 27 avril 1985.

## Historique
L'album éponyme Laibach est sorti alors que la Yougoslavie n'est pas encore démembrée et que la Slovénie n'a pas encore gagné son indépendance. Comme Laibach est à l'époque officiellement banni par les autorités slovènes, ce disque est publié en 1985 sans aucune mention du nom du groupe ou de l'album. La plupart des pistes sont enregistrées au Studio Metro, à Ljubljana. Néanmoins, « Dekret » et « Panorama » proviennent d'une session de mars 1984 à l'Oasis Studios, à Londres.
Il est édité sous la forme d'un vinyle LP par le label indépendant slovène ŠKUC/R.O.P.O.T., créé par Igor Vidmar, ŠKUC étant l'acronyme slovène pour « Centre Culturel Etudiant ». La pochette est un détournement d'une œuvre de John Heartfield, Wie im Mit-tealter, so im Dritten Reich, le swastika étant ici remplacée par la fameuse croix de Malevitch.
Plusieurs rééditions sous format CD voient le jour, en 1991 tout d'abord, puis en 1995. Ces versions possèdent deux titres supplémentaires, « Policijski hit » et « Prva TV generacija », attribués au projet parallèle de Dejan Knez, 300.000 V.K., aux sonorités techno plus proches des créations d'un album comme Kapital. En 1999 sort une nouvelle version remastérisée, qui comprend trois nouveaux morceaux crédités à Strom Und Klang et enregistrés au Laibach Studio à Ljubljana.

### Vidéo
« Mi kujemo bodočnost » est le premier titre du groupe à avoir droit à une vidéo officielle. Filmée par Marjan Osole-Max au FV club de Ljubljana en 1983, elle s'inspire de deux posters de Laibach, The Death of Ideology et Ausstellung Laibach Kunst - PM.

## Liste des titres

### Version CD
Les titres 11 à 13 ne sont présents que sur la version remastérisée de 1999.
| No  | Titre                                                     | Groupe          | Durée |
| --- | --------------------------------------------------------- | --------------- | ----- |
| 1.  | Cari Amici Soldati (« Chers Amis Soldats »)               | Laibach         | 1:51  |
| 2.  | Sila (« La Force »)                                       | Laibach         | 4:03  |
| 3.  | Sredi Bojev (« Au Milieu des Combats »)                   | Laibach         | 8:09  |
| 4.  | Država (« L'État »)                                       | Laibach         | 4:20  |
| 5.  | Dekret (« Décret »)                                       | Laibach         | 4:27  |
| 6.  | Mi Kujemo Bodočnost! (« Nous Forgeons le Futur! »)        | Laibach         | 4:47  |
| 7.  | Brat Moj (« Mon Frère »)                                  | Laibach         | 5:59  |
| 8.  | Panorama                                                  | Laibach         | 4:57  |
| 9.  | N.Y. 1984 - Policijski Hit (« Coup de la Police »)        | 300,000 V.K     | 3:28  |
| 10. | Prva TV Generacija (« Première Génération Télévisuelle ») | 300,000 V.K     | 3:03  |
| 11. | Der Zivilisation (« La Civilisation »)                    | Strom Und Klang | 4:50  |
| 12. | L'Homme Armé                                              | Strom Und Klang | 4:19  |
| 13. | One Plus One                                              | Strom Und Klang | 9:06  |

### Version LP
| A1. | Cari Amici  | 1:53 |
| A2. | Sila        | 4:05 |
| A3. | Sredi Bojev | 8:11 |
| A4. | Država      | 4:23 |

| B1. | Dekret              | 4:27 |
| B2. | Mi Kujemo Bodočnost | 4:46 |
| B3. | Brat Moj            | 5:57 |
| B4. | Panorama            | 5:03 |

## Crédits
- IRWIN - peinture
- Laibach Kunst - conception graphique

## Versions
| Type | Label                                 | Référence      | Année | Pays        |
| ---- | ------------------------------------- | -------------- | ----- | ----------- |
| LP   | ŠKUC/R.O.P.O.T.                       | ULP 1600       | 1985  | Yougoslavie |
| CD   | Ropot                                 | CD 13132 26    | 1991  | Slovénie    |
| CD   | Nika+Ropot Records                    | NIKA ROPOT 111 | 1995  | Slovénie    |
| CD   | ROIR (Reachout International Records) | 8211           | 1995  | USA         |
| CD   | NSK Recordings                        | 00+            | 1999  | Slovénie    |